# Mitsuyuki Yoshihiro
Mitsuyuki Yoshihiro (吉弘 充志 Yoshihiro Mitsuyuki?, nacido el 4 de mayo de 1985 en Yamaguchi) es un exfutbolista japonés. Jugaba de defensa y su último club fue el Maruyasu Okazaki de Japón.

## Trayectoria

### Clubes
| Club                | País  | Año         |
| ------------------- | ----- | ----------- |
| Sanfrecce Hiroshima | Japón | 2004 - 2007 |
| Consadole Sapporo   | Japón | 2008 - 2010 |
| Ehime FC            | Japón | 2011        |
| Tokyo Verdy         | Japón | 2012        |
| FC Machida Zelvia   | Japón | 2013        |
| Renofa Yamaguchi FC | Japón | 2014        |
| MIO Biwako Shiga    | Japón | 2015        |
| Maruyasu Okazaki    | Japón | 2016 - 2017 |

## Estadística de carrera

### J. League
| Club                | Año   | J. League | J. League | Copa J. League | Copa J. League | Total | Total |
| Club                | Año   | Part.     | Goles     | Part.          | Goles          | Part. | Goles |
| ------------------- | ----- | --------- | --------- | -------------- | -------------- | ----- | ----- |
| Sanfrecce Hiroshima | 2004  | 11        | 0         | 1              | 0              | 12    | 0     |
| Sanfrecce Hiroshima | 2005  | 1         | 0         | 0              | 0              | 1     | 0     |
| Sanfrecce Hiroshima | 2006  | 11        | 0         | 4              | 0              | 15    | 0     |
| Sanfrecce Hiroshima | 2007  | 3         | 0         | 2              | 0              | 5     | 0     |
| Consadole Sapporo   | 2008  | 9         | 0         | 5              | 0              | 14    | 0     |
| Consadole Sapporo   | 2009  | 41        | 0         | -              | -              | 41    | 0     |
| Consadole Sapporo   | 2010  | 19        | 0         | -              | -              | 19    | 0     |
| Ehime FC            | 2011  | 8         | 1         | -              | -              | 8     | 1     |
| Tokyo Verdy         | 2012  | 2         | 0         | -              | -              | 2     | 0     |
| Total               | Total | 105       | 1         | 12             | 0              | 117   | 1     |